# 도미니크 린데르크네히트
도미니크 린데르크네히트(Dominique Rinderknecht, 1989년 7월 14일 ~ )는 스위스의 모델이다. 2013년 미스 스위스 우승자이며 2013년 미스 유니버스에서 스위스 대표로 참가했다.